# Pierluigi Cera
Pierluigi Cera (Legnago, 25 de fevereiro de 1941) é um ex-futebolista italiano que atuava como meia ou defensor. Ele foi peça importante no time do Cagliari que conquistou a Serie A na temporada 1969-1970.

## Carreira
Ele fez sua estréia na Serie A com apenas 17 anos jogando pelo Hellas Verona em 04 de maio de 1958 contra o Milan. Depois de seis campeonatos na Série B com La Scala, ele se transferiu para o Cagliari na temporada 1964-1965, Cera acabou se tornando um dos jogadores emblemáticos e o capitão da equipe nos anos posteriores.
Cera inicialmente jogava no meio durante a temporada de 1969-1970 mas o treinador do Cagliari, o "filósofo" Manlio Scopigno, o "inventou" como líbero depois de Giuseppe Tomasini ter se lesionado. Cera desempenhou o papel de uma forma muito moderna e acabou sendo usado assim também pela Seleção Italiana durante a Copa do Mundo de 1970.
Ele permaneceu no Cagliari até 1973, quando se transferiu para o Cesena. Ele encerrou sua carreira em 1979, aos 38 anos. 
Ao todo, ele disputou 338 jogos, marcando 4 gols. Posteriormente, ele ocupou cargos na administração por vários anos no Cesena, sendo até o diretor de esportes, uma colaboração que foi finalizada em 2000.

### Seleção
Na mesma temporada que Cera conquistou o histórico Scudetto com o Cagliari, ele estreou pela Seleção Italiana em 22 de novembro de 1969, contra a Alemanha Oriental.
Ele participou da Copa do Mundo de 1970, atingindo a final na companhia de outros jogadores desse Cagliari como: Gigi Riva, Enrico Albertosi, Communards Niccolai, Angelo Domenghini e Sergio Gori.
No total, Cera fez 18 jogos pela Seleção Italiana, marcando nenhum gol.

### Pós Carreira
Cagliari inseriu-o no seu Hall of Fame. Ele também está incluído no Top 11 Rossoblù - O mais forte de sempre, a formação votada pelos fãs, incluindo o melhor rossoblù de sempre.

## Títulos
Cagliari
- Serie A: 1969-1970